# Villarodin-Bourget
Villarodin-Bourget è un comune francese di 499 abitanti situato nel dipartimento della Savoia della regione dell'Alvernia-Rodano-Alpi.

## Società

### Evoluzione demografica
Abitanti censiti